# Farkhod Anakulov
Farkhod Anakulov (15 de mayo de 1988) es un luchador tayiko de lucha libre. Compitió en dos campeonatos mundiales, consiguiendo un 29.º puesto en 2010. Quinto en los Juegos Asiáticos de 2010. Conquistó una medalla de bronce en Campeonato Asiático de 2015.